# Mont-Notre-Dame
Mont-Notre-Dame település Franciaországban, Aisne megyében. Lakosainak száma 742 fő (2022. január 1.). Mont-Notre-Dame Bruys, Chéry-Chartreuve, Lhuys, Paars, Quincy-sous-le-Mont, Tannières és Bazoches-et-Saint-Thibaut községekkel határos.

## Népesség
A település népességének változása:
| Lakosok száma | 715  | 580  | 617  | 645  | 736  | 739  | 736  | 741  | 737  | 742  |
|               | 1968 | 1982 | 1990 | 2006 | 2013 | 2015 | 2017 | 2019 | 2020 | 2022 |